# ياش راج فلم
ياش راج فيلم (بالإنجليزية: Yash Raj Films) (بإختصار YRF) هي شركة هندية تقوم بإنتاج الأفلام، تأسست عام 1970 ويقع مقرها في مومباي. تم تأسيسها بواسطة ياش تشوبرا.

## تاريخ
تأسست شركة ياش راج فيلم عام 1970 على يد المخرج والمنتج ياش تشوبرا، الذي يُعتبر أحد أبرز صانعي السينما في الهند. إليك نظرة على أبرز محطات تاريخ هذه الشركة.

## إستوديوهات ياش راج فيلم
استوديوهات ياش راج فيلم تُعد من بين أهم وأحدث الاستوديوهات السينمائية في الهند، وهي جزء من إمبراطورية ياش راج فيلم التي أسسها ياش تشوبرا. إليك تفاصيل مهمة عنها

### موقع الإستوديوهات
تقع استوديوهات ياش راج في مومباي، وتحديدًا في منطقة أنديري الغربية، وهي العاصمة السينمائية للهند، تم افتتاحها رسميًا في العام 2005.

### مواصفات الاستوديوهات
الاستوديو يمتد على مساحة أكثر من 20,000 متر مربع.
يحتوي على: ثلاثة استوديوهات تصوير كبيرة الحجم، غرف مونتاج حديثة، مرافق صوتية عالية الجودة، قاعات عرض خاصة، غرف تصميم أزياء ومكياج.

### أهمية الاستوديوهات
يُستخدم لتصوير معظم أفلام ياش راج الكبرى، وكذلك من قِبل شركات إنتاج أخرى.
تم تصوير أفلام شهيرة داخل الاستوديو مثل: ثنائي اختاره الرب، فان، الحرب وباثان.

## موسيقى ياش راج
موسيقى ياش راج تُعتبر واحدة من أكبر وأهم الأقسام في شركة ياش راج فيلم. هذه الموسيقى تضفي سحرًا خاصًا على أفلامها، حيث تجمع بين الألحان الجميلة والكلمات العميقة، مما يجعلها جزءًا لا يتجزأ من هوية الشركة.

### تأسيس موسيقى ياش راج
تم تأسيس موسيقى ياش راج في عام 2005 كقسم منفصل عن الإنتاج السينمائي، وذلك لتوسيع نطاق الشركة في صناعة الموسيقى.
الهدف كان تقديم الألحان التي تناسب كل أنواع الأفلام التي تنتجها ياش راج فيلم، من الرومانسية إلى الأكشن إلى الدراما.

### الموسيقى في أفلام ياش راج فيلم
تُعتبر الموسيقى من أهم عناصر النجاح لأفلام ياش راج، وتضفي عليها طابعًا مميزًا سواء في الأغاني أو الموسيقى التصويرية، أبرز الملحنين الذين تعاونوا مع ياش راج فيلم: هاريش جوتا، أي. أر. رحمان، شريام آيير وفيشال-شيخار.

### منصات الاستماع
موسيقى ياش راج يتم توزيعه على منصات البث الرقمية مثل سبوتيفاي، أبل ميوزك ويوتيوب ميوزيك، مما يتيح للمستمعين من جميع أنحاء العالم الاستمتاع بموسيقى أفلامهم المفضلة.

## رفض شراء شركة ديزني في عام 2009
في عام 2007، دخلت شركة والت ديزني مجال الترفيه الهندي من خلال اتفاقية إنتاج مشترك لثلاثة أفلام مع شركة واي آر إف، وهي تا را رم بم، ثودا بيار ثودا ماجيك، وروميو على الطريق. وقد اعتُبرت خطوة ديزني بمثابة محاولة لزيادة شهرتها العالمية ودخول الساحة السينمائية الهندية المربحة بشكل متزايد. في عام 2009، عرضت ديزني الاستحواذ على 49% من واي آر إف مقابل 2500 كرور روبية (290 مليون دولار أمريكي). (غير معدلة للتضخم)، مما رفع تقييم شركة الترفيه الهندية إلى 5000 كرور روبية (ما يعادل 130 مليار روبية أو 1.5 مليار دولار أمريكي في عام 2023).

## الاستحواذ من قبل شركة ديزني في عام 2011
في عام 2011، قبلت شركة يو تي في عرضًا للاستحواذ على 99% من أسهم شركة ديزني مقابل 2000 كرور روبية (230 مليون دولار أمريكي). (غير معدلة وفقًا للتضخم). أسست الشركتان معًا شركة ديزني يو تي في، التي تعمل كفرع هندي للشركة الأمريكية. في ديسمبر 2016، أعلنت ديزني أنها تعيد هيكلة عملياتها الهندية وأن يو تي في لن تنتج أفلامًا بعد الآن وستركز فقط على توزيع أفلامها في هوليوود.

## أديتيا تشوبرا (2007 - حتى الآن)

### أديتيا تشوبرا نائبا للرئيس
من عام 2007 إلى عام 2010، شهدت الشركة أدنى مستوى لها على الإطلاق، حيث فشلت العديد من أفلامها ذات الميزانية العالية في شباك التذاكر، وبالتالي تكبدت خسائر بلغت الملايين. حطمت الأفلام نسبة النجاح المثالية لشركة ياش راج فيلمز وتم إصدارها بشكل غريب واحدًا تلو الآخر. بعض أكثر الأفلام غير الناجحة التي تم إنتاجها تحت هذه اللافتة كانت فيلم جووم بارابار جووم، لاجا تشوناري مين داغ، آجا ناشلو تاشان، ثودا بيار ثودا ماجيك، روميو على الطريق، ديل بولي هاديبا!، روكيت سينغ: بائع العام والحب المستحيل.
ثم تولى أديتيا تشوبرا منصب نائب رئيس شركة ياش راج فيلمز في عام 2010، بعد وقت قصير من إصدار فيلم شركة النصابين تحت نفس اللافتة.

## وصلات خارجية
- مقالات تستعمل روابط فنية بلا صلة مع ويكي بيانات
- الموقع الرسمي

لا توجد روابط لمواقع التواصل الاجتماعي.